# Stefan Räpple

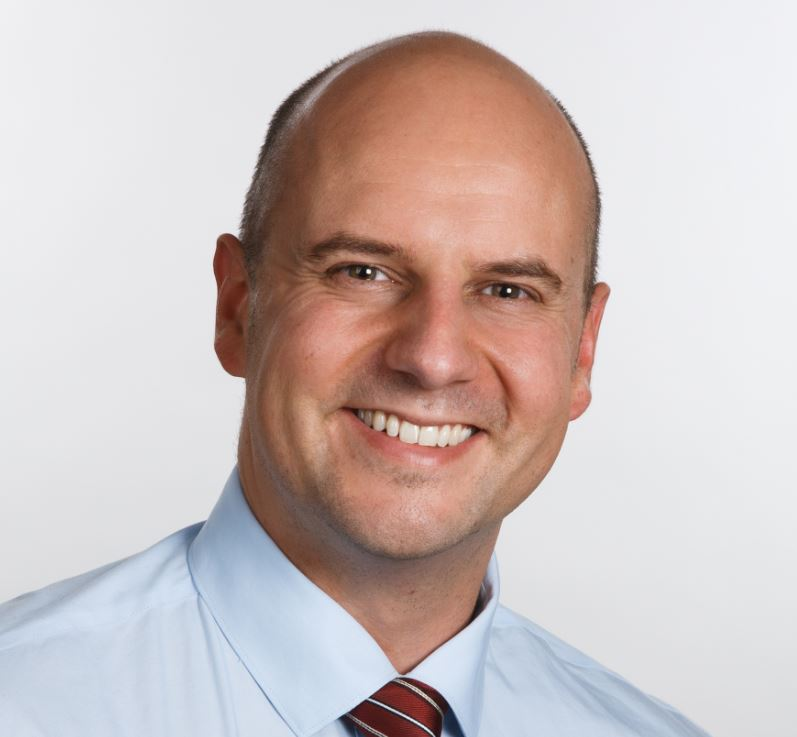
Stefan Räpple, 2016

Stefan Räpple (* 7. Mai 1981 in Oberkirch) ist ein ehemaliger deutscher Politiker (parteilos, ehemals AfD.) Von 2016 bis 2021 war er Abgeordneter im Landtag von Baden-Württemberg. Ende September 2020 wurde er aus der AfD-Fraktion des Landtags ausgeschlossen.

## Leben
Räpple besuchte die Realschule Oberkirch und schloss nach der Wehrdienstzeit in Sonthofen eine Ausbildung zum Konditor ab. Am Abendgymnasium Leipzig absolvierte er 2008 auf dem zweiten Bildungsweg das Abitur.
Räpple war Stipendiat der Stiftung der Deutschen Wirtschaft, deren Studienkolleg ihn im Begabtenförderprogramm für zukünftige Lehrkräfte förderte. An der Pädagogischen Hochschule Freiburg studierte er Mathematik, Geographie und Geschichte auf Lehramt für die Hauptschule, konnte aber nach eigener Aussage „die dort gelehrten Inhalte nicht mittragen“. Nach einer Quelle, die sich auf ihn beruft, brach er das Studium ab, nach einer anderen schloss er das Studium ab und verzichtete jedoch auf den anschließenden Vorbereitungsdienst. Auf der Seite des Landtages von Baden-Württemberg wird sein Studium mit den Worten „Student Lehramt an Haupt- und Realschulen an der PH Freiburg“ zusammengefasst.
Bis zum Jahre 2020 wurde Räpple auf der Webseite des Deutschen Verbandes für Hypnose mit dem Mitgliedschafts-Level „Hypno-Coach“ geführt. Ein Zeitungsbericht gibt an, dass er eine Ausbildung zum Heilpraktiker für Psychotherapie begann, für die die Abschlussprüfung unmittelbar nach der Landtagswahl in Baden-Württemberg 2016 vorgesehen war. Laut einem Pressebericht betreibt er eine Praxis für Hypnose in Freiburg. Laut den Seiten des Landtages von Baden-Württemberg ist er „Freiberuflicher Psychologischer Berater“, ferner wird eine „Ausbildung zum Hypnoanalytiker und Heilpraktiker für Psychotherapie“ angegeben. Im Mai 2023 gab Räpple auf einer lokalen Vereinssitzung an, seit einigen Jahren in Heidelberg zu wohnen und seinen Lebensunterhalt aus dem Besitz und der Verwaltung von 70 Immobilien im Bundesgebiet, insbesondere in Heidelberg und Leipzig, zu bestreiten.

## Politik
Von 2009 bis 2012 war er studentisches Mitglied des Hochschulrates der Pädagogischen Hochschule Freiburg.
Räpple ist seit dem Gründungsparteitag Mitglied der Alternative für Deutschland. Er war zudem 2013 Mitbegründer der Jungen Alternative und Mitglied des Bundesvorstandes. Ende Januar 2014 wurde er zum stellvertretenden Sprecher des Kreisverbands Ortenau gewählt. Er war bis zum Programmparteitag im Oktober 2015 Vorsitzender des Landesfachausschusses Bildung, Forschung und Kultur.
Räpple wurde bei der Landtagswahl in Baden-Württemberg 2016 mit 15,0 Prozent der Stimmen im Wahlkreis Kehl durch ein Zweitmandat in den Landtag von Baden-Württemberg gewählt.
Anfang 2019 schlug die AfD-Fraktion Räpple als Schriftführer im Landtag vor, bei der anschließenden Wahl fiel er jedoch durch. 15 Abgeordnete votierten für ihn (die AfD besitzt 20 Mandate) bei 114 Nein-Stimmen und zwei Enthaltungen.
Ende März 2020 schloss das Schiedsgericht des AfD-Landesverbandes Baden-Württemberg Räpple wegen parteischädigenden Verhaltens aus der Partei aus. So wurden ihm wiederholte Provokationen und eine zu große Nähe zu rechtsextremen Organisationen und Personen vorgeworfen. Anstoß fand auch sein zeitweises Verhalten im Landtag.

### Positionen
Räpple will sich unter anderem dafür einsetzen, die Lehrerausbildung grundsätzlich zu reformieren und ein „duales Lehramtsstudium“ einzuführen. Er fordert ein Verbot der sogenannten „Frühsexualisierung“, was im Einklang mit der Magdeburger Erklärung der in den Landtagen vertretenen AfD-Fraktionen vom Herbst 2016 steht. In der AfD-Fraktion unterstützte er Wolfgang Gedeon, der antisemitische Thesen verbreitet. Nach den Recherchen von Andreas Speit steht er der vom Verfassungsschutz als rechtsextrem eingestuften Identitären Bewegung nahe, habe 2013 versucht, eine Gruppe der Identitären in Freiburg zu gründen, und soll in deren Interesse die Junge Alternative „gezielt unterwandert“ haben. Räpple gab an, nicht zu wissen, was die Identitäre Bewegung mache; die E-Mails, die der tageszeitung vorlagen, seien gefälscht. Beim AfD-Parteitag am 30. November / 1. Dezember 2019 warb Räpple für den Antrag, die Identitäre Bewegung von der sogenannten Unvereinbarkeitsliste der Partei zu streichen, da diese Organisation der AfD helfe und sie unterstütze. Eine Klage von Räpple gegen die Erhöhung der Aufwandsentschädigung der baden-württembergischen Landtagsabgeordneten wurde vom Verfassungsgerichtshof für das Land Baden-Württemberg als unzulässig abgewiesen.
Räpple gehörte zu den Parteigängern der AfD, die auf dem Bundesparteitag Ende November 2019 Anträge einbrachten, eine Liste der extremistischen Organisationen abzuschaffen, die mit einer AfD-Mitgliedschaft unvereinbar sind. Räpple nannte die Liste ein „Satzungs-Relikt aus der Lucke-Zeit“. Nach Angaben des SPIEGELS von 2019 wäre Andreas Kalbitz betroffen, der vor seinem Parteieintritt Mitglied bei der Jungen Landsmannschaft Ostpreußen war. Ihre Nachfolgeorganisation steht derzeit auf der Unvereinbarkeitsliste.
Anfang Januar 2020 rief Räpple zu einer Demonstration vor dem SWR-Funkhaus in Baden-Baden auf. Bei der Veranstaltung sprach er von „linksextreme[n] Medienleuten“ bei den öffentlich-rechtlichen Sendern. Auch Dubravko Mandic, AfD-Politiker und Aktivist, sowie die aus der Partei ausgeschlossene ehemalige Landesvorsitzende in Schleswig-Holstein Doris von Sayn-Wittgenstein traten als Redner auf.
Anlässlich des Holocaust-Gedenktags forderte Räpple im Januar 2020 in einem Facebook-Beitrag „Schluss mit Schuldkult“.
Auf einer „Anti-Corona“-Demonstration am 26. September 2020 in Mainz soll Räpple zum Sturz der amtierenden Bundesregierung aufgerufen haben. Man müsse sich „gewaltsam Zutritt zum Bundeskanzleramt verschaffen“.

### Verhalten im Landtag

#### Konflikt um Wolfgang Gedeon

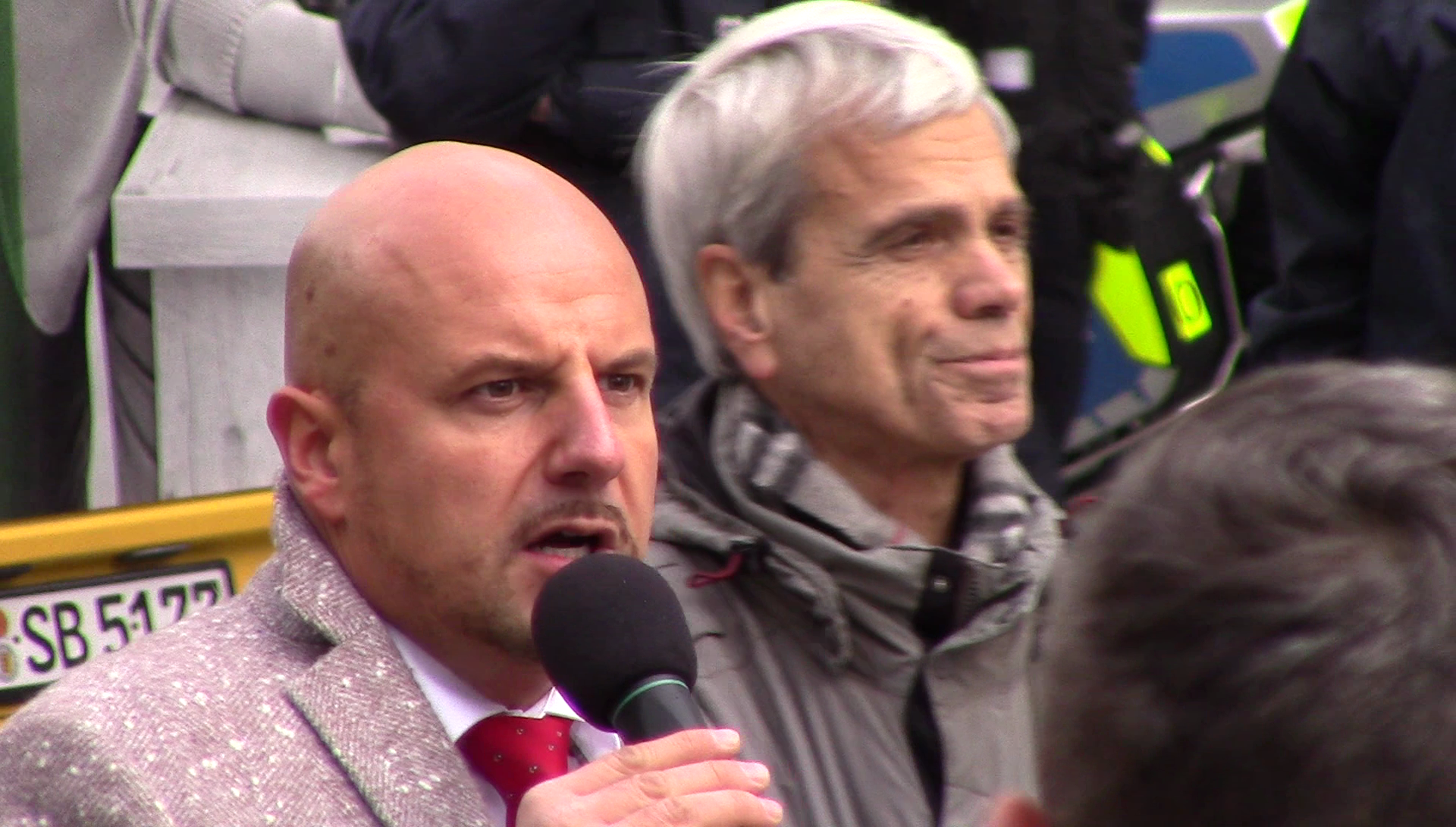
Räpple (links) und Gedeon auf einer Demonstration der AfD im Dezember 2018

Im Konflikt um den Fraktionsausschluss von Wolfgang Gedeon wegen antisemitischer Schriften stimmte Räpple gegen einen Ausschluss. Der Wochenzeitung Junge Freiheit zufolge schlug Räpple der Fraktion vor, den Holocaust-Leugner Gerard Menuhin als externen Gutachter beizuziehen, wobei er jedoch keine Unterstützung erfuhr. Nach der Spaltung der Fraktion verblieb Räpple in der AfD-Fraktion. Er unterschrieb als Einziger die nach Wiederzusammenführung der Fraktion erneuerte Präambel der Fraktionssatzung nicht, in der sich die Fraktion vom Antisemitismus distanziert. Die Fraktion selbst betont, im Konflikt um Gedeon sei es nicht um antisemitische Positionen, sondern um eine „gefühlte Einschränkung“ der Meinungsfreiheit gegangen. Auf einer Versammlung in Bayern kritisierte Räpple, es sei heute „nicht mal mehr möglich zu fragen, ob sechs Millionen Juden in den KZ umgekommen sind oder ob es nicht vielleicht doch nur viereinhalb Millionen waren“.
In einem Rechtsstreit zwischen Räpple und der Amadeu Antonio Stiftung, die ihn im November 2019 auf ihrem Online-Nachrichtenportal Belltower.News als „erklärten Antisemiten und Holocaust-Relativierer“ bezeichnet hatte, wies das Landgericht Baden-Baden im Oktober 2020 Räpples Klage auf Unterlassung ab. Laut Gericht war die Äußerung ein Werturteil, das unter die Meinungsfreiheit nach Artikel 5 des Grundgesetzes falle.

#### Ordnungsrufe
Während einer Landtagssitzung im November 2016 bezeichnete Räpple Abgeordnete anderer Fraktionen als „Volksverräter“, worauf Landtagspräsidentin Muhterem Aras einen Ordnungsruf gegen ihn aussprach. Im Anschluss kam es der Frankfurter Allgemeinen Zeitung zufolge zwischen Räpple und dem mit dessen Verhalten unzufriedenen AfD-Abgeordneten Stefan Herre zur handgreiflichen Auseinandersetzung in den Räumen des Landtages. Laut AfD-Fraktion gab es zwischen den Beteiligten jedoch lediglich eine lautstarke Diskussion in unangemessener Form und man habe gegen Räpple geeignete Maßnahmen ergriffen.
Im März 2017 wurde Räpple im Landtag zur Ordnung gerufen, nachdem er die Rede einer Grünen-Abgeordneten mit Zwischenrufen gestört hatte. Daraufhin beleidigte er den Parlaments-Vizepräsidenten, worauf er des Landtags verwiesen wurde.
Nach Einschätzung von Sebastian Kaiser und Thomas Steiner in der Badischen Zeitung führte Räpple Anfang 2017 „[a]ufgrund von Disziplinarmaßnahmen seiner Fraktion […] nur noch ein Schattendasein im Landtag: Redeverbot, Ausschluss aus Ausschüssen und Arbeitskreisen“. In einer E-Mail forderte Räpple von seinen Fraktionskollegen, die gegen ihn verhängten Sanktionen aufzuheben und ihn wieder in Ausschüsse zu entsenden. Sollte das bis „Jahresende“ (2017) nicht geschehen, würde er aus der Fraktion austreten. Weiterhin forderte er, den aus der Fraktion nach Antisemitismus-Vorwürfen ausgetretenen Wolfgang Gedeon erneut in die Fraktion aufzunehmen.

#### Polizeieinsatz im Landtag
Am 12. Dezember 2018 beschimpfte Räpple die SPD mit dem Zwischenruf „So sind sie, die roten Terroristen!“ Er wurde zur Ordnung gerufen und Hans-Ulrich Rülke nahm als Fraktionschef der FDP am Ende seiner Rede die Kollegen der SPD mit Bezug auf deren Geschichte im Nationalsozialismus ausdrücklich in Schutz. Dabei ging er Räpple scharf als Nachfolger derer an, die „im Stechschritt durchs Brandenburger Tor marschiert“ seien. Räpple forderte daraufhin einen Ordnungsruf gegen Rülke. Präsidentin Aras lehnte dies ab, schloss Räpple nach weiteren Zwischenrufen von der Sitzung aus und ließ ihn von der Polizei aus dem Plenum entfernen. Auch der ehemalige AfD-Abgeordnete und mittlerweile fraktionslose Wolfgang Gedeon wurde in gleichem Zusammenhang nach mehreren Zwischenrufen mit Hilfe der Polizei des Saales verwiesen. Eine Verfassungsklage Räpples und Gedeons gegen die Maßnahmen wies der Verfassungsgerichtshof am 22. Juli 2019 zurück.

### Aktivitäten in Chemnitz
Im Verlauf der fremdenfeindlichen Ausschreitungen reisten Räpple und sein Fraktionskollege Hans Peter Stauch nach Chemnitz. Sie nahmen am 27. August 2018 an der Demonstration von Pro Chemnitz teil und rühmten sich dessen anschließend auf Facebook. Beide veröffentlichten auch Fotos ihrer Teilnahme bei Twitter und schrieben dazu u. a.: „Falls ich später mal gefragt werden sollte, wo ich am 27. August 2018 war, als die Stimmung in #Deutschland kippte: Ja, ich war in #Chemnitz dabei!“
Später erklärte Räpple, der Justizbeamte, der den Haftbefehl eines mutmaßlichen Täters der Messerattacke von Chemnitz illegal veröffentlicht hatte, sei ein „Held“. Der Beamte war suspendiert worden, weil seine Aktion gegen seine Dienstpflicht verstoßen hatte und er möglicherweise unbeteiligte Zeugen, deren Namen sich im Akt fanden, gefährdet hatte. Räpple bot dem JVA-Mann eine Stelle in seinem Abgeordneten-Team im baden-württembergischen Landtag an. „Sie sind ein Held und genau so, wie alle meiner genialen Mitarbeiter Helden auf ihrem Gebiet sind, kann ich Sie und Ihre Expertise sehr gut in meinem Team brauchen“, erklärte Räpple auf Facebook. Wenn „die Regierung ständig die Verfassung [breche]“, so Räpple, sei es „für einen Beamten Pflicht, Widerstand und Ungehorsam zu leisten“.
Nach den Chemnitzer Ausschreitungen positionierte sich Jörg Meuthen angesichts der Gefahr einer Beobachtung durch den Verfassungsschutz deutlicher gegen den rechten Flügel der Partei als zuvor. Räpple äußerte dazu die Einschätzung, Meuthen als Beamter sei „Teil des Systems, wahrscheinlich Geheimagent“, auch wenn er das nicht beweisen könne.
Meuthen erlitt gegen Stefan Räpple im Kreisverband Ortenau eine innerparteiliche Niederlage, als er 2019 bei der Wahl zum Delegierten auf dem Bundesparteitag scheiterte, Räpple – dessen Parteiausschluss Meuthen befürwortete – hingegen gewählt wurde.

### Bewertung der Terrorgruppe NSU
Im Zusammenhang mit einer von Angela Merkel besuchten Gedenkveranstaltung in Zwickau für die ermordeten Opfer des NSU veröffentlichte Räpple einen Facebook-Post, in dem er zweimal die rechtsextreme Terrorgruppe als „Fake-NSU“ bezeichnete bzw. die Gedenkveranstaltung als „Fake-NSU-Blödsinn“. Auf Nachfrage durch die Stuttgarter Zeitung verwies Räpple lediglich darauf, dass die AfD-Fraktion im Bericht des NSU-Untersuchungsausschusses eine abweichende Meinung über den NSU kenntlich gemacht habe. In Wirklichkeit hatte die AfD-Fraktion den Abschlussbericht des Ausschusses inhaltlich mitgetragen und sich lediglich vorher beklagt, dass ihre Beweisanträge nicht ausreichend unterstützt worden seien.

## Ausschlussverfahren
Die AfD Baden-Württemberg fasste am 11. Dezember 2018 den Beschluss, gegen Räpple ein Parteiausschlussverfahren wegen Verstößen gegen die Grundsätze der Partei und wiederholten parteischädigenden Verhaltens einzuleiten. Vorgeworfen werden Räpple u. a. eine antisemitische Weltanschauung, Nichtzahlung der Mandatsträgerabgabe, trotz seines Einkommens als Abgeordneter die unberechtigte Inanspruchnahme der Möglichkeit reduzierter Mitgliedsbeiträge als sozialer Härtefall und die bewusste Nähe auf einer Demonstration zu Mitgliedern rechtsextremer Gruppen, die auf der Unvereinbarkeitsliste der AfD stehen.
Das Landesschiedsgericht Baden-Württemberg entschied am 31. März 2020 in erster Instanz, Stefan Räpple aus der Partei auszuschließen. Das Urteil wurde vom Bundesschiedsgericht am 29. September, dem Tag seines Parteiaustritts, bestätigt. Räpple ging gegen das erstinstanzliche Urteil vor. Er beschuldigte den Vorsitzenden des (unabhängigen) Landesschiedsgerichts, nicht neutral zu sein. „Dass hier kein unabhängiges Urteil herauskommt, ist ja klar.“ Formal ist Räpple vor Erschöpfung des Rechtsweges weiterhin Mitglied der AfD. Während der Fraktionschef der AfD im Landtag, Bernd Gögel, davon ausging, dass Räpple automatisch kein Fraktionsmitglied mehr sei, hielten Landtagspolitiker anderer Parteien einen formellen Ausschluss für notwendig.
Am 28. September 2020 wurde bekannt, dass Räpple aus der AfD-Landtagsfraktion ausgeschlossen wurde, nachdem er am Wochenende zuvor zum gewaltsamen Sturz der Regierung aufgerufen hatte.
Er hatte während einer Demonstration gegen Einschränkungen während der Corona-Krise als Redner in Mainz zum Sturz der Regierung aufgerufen: „Wir brauchen eine Masse auf der Straße, und wir müssen die Regierung zuallererst stürzen.“ Dies – so wird Räpple wiedergegeben – gehe nur mit Gewalt („Und zwar mit Gewalt. Es geht nicht gewaltfrei.“). Bernd Gögel, Chef der Landtagsfraktion, begründete den Ausschluss damit, dass Räpple mit diesem Gewaltaufruf den Boden der Verfassung verlassen habe: „Wer diesen Rechtsstaat infrage stellt, ja zu seiner gewaltsamen Beseitigung aufruft, hat den Boden dieser Verfassung verlassen und damit auch die Grundlagen der Fraktionsverfasstheit infrage gestellt“.
Am 29. September 2020 trat Räpple aus der AfD aus. Am gleichen Tag bestätigte das Bundesschiedsgericht der AfD das Urteil der Vorinstanz, mit dem Stefan Räpple ausgeschlossen wurde.

## Anklage und Verurteilung
Im Juni 2021 erhob die Generalstaatsanwaltschaft Koblenz Anklage gegen Räpple beim Landgericht Mainz, unter anderem mit dem Vorwurf, er habe zum gewaltsamen Sturz der Bundesregierung aufgerufen. Nachdem Räpple im Rahmen einer Einigung während der Gerichtsverhandlung die öffentliche Aufforderung zu Straftaten und Widerstand gegen Vollstreckungsbeamte gestand und sich dafür entschuldigte, wurde der weitere Anklagepunkt Verunglimpfung des Staates fallen gelassen. Das Landgericht Mainz verurteilte Räpple im Januar 2022 zu zehn Monaten Haft auf Bewährung, zudem zur Zahlung einer Geldbuße von 2400 Euro an das Mainzer Kinderhospiz.